# Куницький Ярослав Корнилович
Ярослав Куницький (26 лютого 1926, с. Брюховичі, тепер Перемишлянська міська громада, Львівська область — 6 березня 2009, Торонто, Канада) — штурмшарфюрер, один із наймолодших військовиків Дивізії СС Галичина.

## Життєпис

Старшинський вишкіл у «Юнкершулє Брауншвайґ», зліва на право стоять: Степан Кукурудза, Ярослав Куницький, Вальтер Катаман, Ярослав Овад. Сидять: Михайло Палій, Остап Андрущакевич, Володимир Луців.
Осінь 1944

Народився в селі Брюховичі, повіту Перемишляни. Був наймолодшим у священичій сім'ї: батько о. Корнило, мати Йозефа, сестри Стефанія, Марія і Лідія, брат Теофан. 
Народну школу закінчив у Букачівцях Рогатинського повіту, де батько був парохом; середню у Львові — 2-га українська державна гімназія (філія).
Його родина деякий час жила в катедрі святого Юра у Львові і Ярослав допомагав євреям в ґетто, з великою небезпекою для себе й родини, а після ліквідації ґетто деякі з них жили теж у св. Юрі.
До Дивізії від'їхав 15 вересня 1943 року. На рекрутському вишколі був у Гайделяґрі до 15 лютого 1944 у 5-ій сотні важких кулеметів. Від 16 лютого до 1 квітня брав участь у бойовій групі під командування полковника Баєрсдорфа на Любачівщині. Підстаршинський вишкіл пройшов у Лявенбурґу від 14 квітня до 12 липня 1944, звідки виїхав до старшинської школи «Бравншвайґ» (Познань-Трескав) (15 липня-15 грудня 1944). Опісля закінчив т. зв. вишкіл зброї у Лешанах у Чехії (2 січня-17 березня 1945). На фронт під Фельбах прибув 20 березня 1945 й у ранзі хорунжого (наймолодший віком офіцер у Дивізії) у 29-му полку був приділений до Єгерської чоти.
У полоні в Італії пробув від травня 1945 до листопада 1946 року.

### Популярність фотографії
Серед учасників націоналістичного руху України фотографія Ярослава Куницького в молодості дуже популярна через героїзм на фронті в боях проти росіян, зовнішність і його принадлежність до Дивізії Ваффен-СС «Галичина».